# Surfinija
Surfinija je roža z raznobarvnimi cvetovi, večinoma vzgajana kot enoletnica. Na Japonskem je bila vzgojena kot najbolj bujno rastoča različica petunije (gensko je bila vzgojena iz sadike brazilske petunije), njeno ime pa je patentirano in ga lahko uporabljajo le pridelovalci, ki so odkupili patentne pravice. V Evropi se je pojavila konec 20. stoletja. Obe rastlini sicer spadata v družino razhudnikovk. Surfinijo odlikuje bujna rast in bogato cvetenje skozi vse leto: zasajena je lahko kot lončnica ali v gredi, potrebuje pa veliko vode in v tem primeru je odporna na sončno pripeko.